# Przymuszewo (Delowo)
Przymuszewo (dodatkowa nazwa w j. kaszub. Przëmùszewò)  – część kolonii Delowo w Polsce, położona w województwie pomorskim, w powiecie kartuskim, w gminie Stężyca, na Kaszubach, na terenie Kaszubskiego Parku Krajobrazowego. Wchodzi w skład sołectwa Stężyca.
W latach 1975–1998 Przymuszewo administracyjnie należało do województwa gdańskiego.